# 铁素体不锈钢
铁素体不锈钢（英语：ferritic stainless steel）是基体以体心立方晶体结构的铁素体组织（α-Fe）为主的不锈钢，铬含量大于10.5%，具有磁性和良好的热导率。一般不能通过热处理硬化，但冷加工可使其轻微强化。由于不含镍，比奥氏体不锈钢成本更低、更稳定，但延展性略差。

## 常见品种
铁素体不锈钢分为五大类：
- 第一类（409或410L）：铬含量最低（10-14%），最便宜，适合在没有腐蚀或轻微腐蚀及允许轻微生锈的环境下使用。409適於焊接，常用作汽車排氣管、石油設備。410L常用于容器、大巴或显示器外框。
- 第二类（430）：使用最广的铁素体不锈钢（48%），装饰用，具有磁性，例如用于汽车饰品。良好的成型性，但耐温性和抗腐蚀性要差，適於扣接件、餐具、家具用品。其標準化學成份為16～18 %鉻，含碳量低。
- 第三类（430Ti、439、441等）：与第二类相比，有良好的焊接性和成形性，用于水槽、热交换管、汽车排气系统和洗衣机焊接部位，可以替代304。
- 第四类（434、436、444等）：钼含量在0.5%以上，局部耐蚀能力与奥氏体不锈钢316相当，用于热水箱、太阳能热水器、汽车排气系统、电加热壶和微波炉部件、汽车装饰条和户外面板等。
- 第五类：铬含量在18%-30%，耐蚀性和抗氧化性优于316，用于沿海和其他高耐蚀环境。JIS447的耐蚀性与金属钛相当。

| 类型 | ASTM | GB/T       | EN     |
| ---- | ---- | ---------- | ------ |
| 低铬 | 405  | 06Cr13Al   | 1.4002 |
| 低铬 | 409  | 06Cr11Ti   | -      |
| 低铬 | 410L | 022Cr12    | -      |
| 中铬 | 429  | 10Cr15     | -      |
| 中铬 | 430  | 10Cr17     | 1.4016 |
| 中铬 | 439  | 022Cr18Ti  | 1.4510 |
| 高铬 | 446  | 16Cr25N    | -      |
| 高铬 | 447  | 008Cr30Mo2 | -      |